# Murchad mac Máele Dúin
Murchad mac Máele Dúin (fl. 819-833) fue Rey de Ailech y jefe de los Cenél nEógain de los Uí Néill del norte. Era hijo de Máel Dúin mac Áedo Alláin (m. 788), rey anterior y nieto de Áed Allán (m. 743), un rey supremo de Irlanda. Gobernó entre 819–823.
Llegó al trono de Ailech tras la muerte de su primo, el rey supremo Áed Oirdnide en 819. Aun así el título de rey supremo pasó a los Clann Cholmáin de los Ui Neill  del sur en la persona de Conchobar mac Donnchada (m. 833). Murchad entretanto tuvo que luchar por la supremacía entre los Ui Neill del norte. En 819 derrotó a Máel Bresail mac Murchada de Cenél Conaill que murió en una escaramuza.
En 820 Murchad hizo un intento de lograr la corona suprema y encabezó un ejército a Druim ind Eich (cerca de Dublín) mientras Conchobor y sus hombres, junto con los Laigin partía hacia el norte. No obstante, no tuvo lugar ninguna batalla. En 822 Murchad intentó nuevamente hacerse con el trono y alcanzó Ard Brecáin (Condado de Meath). Los hombres de Brega dirigidos por Diarmait mac Néill (m. 826) de Uí Chernaig, Síl nÁedo Sláine se sometieron en secreto a Murchad en Druim Fergusa. Conchobor mac Donnchada invadió entonces Brega y acampó en Gualu. Invadió nuevamente el sur de Brega y obligó a los Uí Chernaig a rendirse. Murchad hizo asesinar a Cumuscach hijo de Tuathal, rey de Ard Ciannachta en 822 probablemente en represalia por su fracaso.
En 823, y debido a sus repetidos fracasos, Murchad fue depuesto por su primo Niall Caille (m. 846). Murchad parece haber asumido su destino y se sabe que cooperó con Niall para expulsar a los vikingos de Daire Calgaig (Derry) en 833.
Murchad pudo haber tenido una esposa nórdica y las genealogías hablan de un hijo de nombre Erulb que correspondería al nórdico antiguo Herulfr. Otro hijo suyo, Ruadrí fue padre de Birn, antepasado de los Clann Birn (o Muinter Birn) en la baronía de Dungannon, Condado Tyrone.